# أبراكادبرا

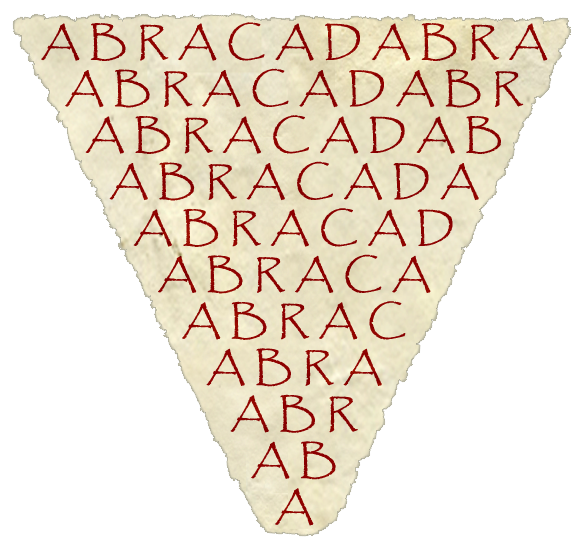

أبراكادبرا (بالإنجليزية: Abracadabra)‏ هي كلمة إنجليزية معناها تعويذة يكثر استعمالها بين السحرة وأصحاب خفة اليد في أعمالهم السحرية، وكان يُعتقد تاريخياً بأن لهذه الكلمة صلة بمعتقدات تزعم أن لها قوة شفائية.

## التسمية
يُعتقد أن لكلمة أبراكادابر أصولاً آرامية وتعني (أنا أصنع ما أقول) أو (أنا أخلق ما أقول).
وهناك من يرجعها لأصول عبرية، خاصة بسحر الكابالا - سحر الأرقام اليهودي - ويعيدونها إلى Ab (أب) Ben (ابن) و Rouh A Cadsch (روح القدس).
والكثيرون يعتقدون بأن أصل الكلمة يعود إلى أبراكساس؛ وأبراكساس هو أحد آلهة العالم السفلي في اعتقاد الإغريق، عُبد في الإسكندرية في القرن الثاني قبل انتشار المسيحية. له رأس ديك وجسم أسد واقدامه ثعابين ملتوية ويحمل درعاً. يُعتقد أن قراءة حروف أبراكساس تمثل الرقم 365 وهو عدد أيام السنة أو عدد السماوات كما يعتقد الاغريق.

## التاريخ
ظهرت الكلمة مدونة أول مرة في كتاب ظهر في القرن الثالث الميلادي للطبيب سيرينوس سامونيكوس، طبيب الإمبراطور الروماني كاراكلا. حيث وصف الطبيب أن علاج الملاريا كان على شكل تعويذة مثلثة تحوي كلمة أبراكادابرا ادّعى أنها تجعل المرض يزول تدريجياً، وهي على هذا النسق:
A - B - R - A - C - A - D - A - B - R - A

A - B - R - A - C - A - D - A - B - R

A - B - R - A - C - A - D - A - B

A - B - R - A - C - A - D - A

A - B - R - A - C - A - D

A - B - R - A - C - A

A - B - R - A - C

A - B - R - A

A - B - R

A - B

A
في القرون الوسطى، آمن الكثير من الناس بعلاقة السحر بكثير من الأمور غير الاعتيادية أو حتى حقائق الحياة التي لم يستطيعوا تفسيرها. وقد استخدمت تعويذة أبراكادابرا لقوتها الشفائية حيث كانت تكتب على ورقة مثلثة، وكان يحذف آخر حرف منها في كل مرة حتى يتبقى منها حرف واحد فقط. كان يُظن أن لهذه التميمية القدرة على دحر المرض تدريجيا كما كانت تختفي حروف التعويذة تدريجيا أيضا.
مع مرور الوقت، تناقص الايمان بقدرة التعويذة على الشفاء حتى أصبحت تشير في القرن التاسع عشر إلى «السحر المزيف».